# کهور رئیس عباس
کهور رئیس عباس، روستایی از توابع بخش جغین شهرستان رودان در استان هرمزگان ایران است.

## جمعیت
این روستا در دهستان جغین شمالی قرار دارد و براساس سرشماری مرکز آمار ایران در سال ۱۳۸۵، جمعیت آن ۹۴ نفر (۲۴خانوار) بوده‌است.